# Phyllomedusa coelestis
Espèce
Synonymes
- Pithecopus coelestis Cope, 1874

Statut de conservation UICN

 LC  : Préoccupation mineure
Phyllomedusa coelestis est une espèce d'amphibiens de la famille des Phyllomedusidae.

## Répartition
Cette espèce se rencontre jusqu'à 800 m d'altitude en Amazonie, :
- au Pérou dans la région de Loreto et à Moyobamba dans la région de San Martín ;
- en Colombie dans le département de Caquetá ;
- en Équateur.

## Systématique
Le nom valide complet (avec auteur) de ce taxon est Phyllomedusa coelestis (Cope, 1874).
L'espèce a été initialement classée dans le genre Pithecopus sous le protonyme Pithecopus coelestis Cope, 1874.
Phyllomedusa coelestis a pour synonymes :
- Pithecopus coelestis Cope, 1874
- Trachycephalus coelestis (Cope, 1874)

## Publication originale
- Cope, 1874 : On some Batrachia and Nematognathi brought from the upper Amazon by Prof. Orton. Proceedings of the Academy of Natural Sciences of Philadelphia, vol. 26, p. 120–137 (texte intégral).